# Lista președinților Statelor Unite ale Americii după data nașterii
Această pagină este o listă a tuturor președinților Statelor Unite ale Americii aranjați cronologic după data nașterii. 
| Ordinea nașterii | Președinte                | Data nașterii      | Secol     | Număr de ordine în funcție | Locul nașterii                          |
| ---------------- | ------------------------- | ------------------ | --------- | -------------------------- | --------------------------------------- |
| 1                | George Washington         | 22 februarie 1732  | al 18-lea | 1                          | Westmoreland, Virginia                  |
| 2                | John Adams                | 30 octombrie 1735  | al 18-lea | 2                          | Braintree, Massachusetts                |
| 3                | Thomas Jefferson          | 13 aprilie 1743    | al 18-lea | 3                          | Shadwell, Virginia                      |
| 4                | James Madison             | 16 martie 1751     | al 18-lea | 4                          | Port Conway, Virginia                   |
| 5                | James Monroe              | 28 aprilie 1758    | al 18-lea | 5                          | Comitatul Westmoreland, Virginia        |
| 6                | Andrew Jackson            | 15 martie 1767     | al 18-lea | 7                          | Waxhaws, Carolina de Sud                |
| 7                | John Quincy Adams         | 15 iulie 1767      | al 18-lea | 6                          | Braintree, Massachusetts                |
| 8                | William Henry Harrison    | 9 februarie 1773   | al 18-lea | 9                          | Berkeley, Virginia                      |
| 9                | Martin Van Buren          | 5 decembrie 1782   | al 18-lea | 8                          | Kinderhook, New York                    |
| 10               | Zachary Taylor            | 24 noiembrie 1784  | al 18-lea | 12                         | Barboursville, Virginia                 |
| 11               | John Tyler                | 29 martie 1790     | al 18-lea | 10                         | Greenway, Virginia                      |
| 12               | James Buchanan            | 23 aprilie 1791    | al 18-lea | 15                         | Cove Gap, Pennsylvania                  |
| 13               | James Knox Polk           | 2 noiembrie 1795   | al 18-lea | 11                         | Comitatul Mecklenburg, Carolina de Nord |
| 14               | Millard Fillmore          | 7 ianuarie 1800    | al 18-lea | 13                         | Summerhill, New York                    |
| 15               | Franklin Pierce           | 23 noiembrie 1804  | al 19-lea | 14                         | Hillsborough, New Hampshire             |
| 16               | Andrew Johnson            | 29 decembrie 1808  | al 19-lea | 17                         | Raleigh, Carolina de Nord               |
| 17               | Abraham Lincoln           | 12 februarie 1809  | al 19-lea | 16                         | Comitatul Hardin, Kentucky              |
| 18               | Ulysses S. Grant          | 27 aprilie 1822    | al 19-lea | 18                         | Point Pleasant, Ohio                    |
| 19               | Rutherford B. Hayes       | 4 octombrie 1822   | al 19-lea | 19                         | Delaware, Ohio                          |
| 20               | Chester A. Arthur         | 5 octombrie 1829   | al 19-lea | 21                         | Fairfield, Vermont                      |
| 21               | James A. Garfield         | 19 noiembrie 1831  | al 19-lea | 20                         | Moreland Hills, Ohio                    |
| 22               | Benjamin Harrison         | 20 august 1833     | al 19-lea | 23                         | North Bend, Ohio                        |
| 23               | Grover Cleveland          | 18 martie 1837     | al 19-lea | 22 și 24                   | Caldwell, New Jersey                    |
| 24               | William McKinley          | 29 ianuarie 1843   | al 19-lea | 25                         | Niles, Ohio                             |
| 25               | Woodrow Wilson            | 28 decembrie 1856  | al 19-lea | 28                         | Staunton, Virginia                      |
| 26               | William Howard Taft       | 15 septembrie 1857 | al 19-lea | 27                         | Cincinnati, Ohio                        |
| 27               | Theodore Roosevelt        | 27 octombrie 1858  | al 19-lea | 26                         | New York City, New York                 |
| 28               | Warren Gamaliel Harding   | 2 noiembrie 1865   | al 19-lea | 29                         | Blooming Grove, Ohio                    |
| 29               | Calvin Coolidge           | 4 iulie 1872       | al 19-lea | 30                         | Plymouth, Vermont                       |
| 30               | Herbert Hoover            | 10 august 1874     | al 19-lea | 31                         | West Branch, Iowa                       |
| 31               | Franklin Delano Roosevelt | 30 ianuarie 1882   | al 19-lea | 32                         | Hyde Park, New York                     |
| 32               | Harry S. Truman           | 8 mai 1884         | al 19-lea | 33                         | Lamar, Missouri                         |
| 33               | Dwight David Eisenhower   | 14 octombrie 1890  | al 19-lea | 34                         | Denison, Texas                          |
| 34               | Lyndon B. Johnson         | 27 august 1908     | al 20-lea | 36                         | Comitatul Gillespie, Texas              |
| 35               | Ronald Reagan             | 6 februarie 1911   | al 20-lea | 40                         | Tampico, Illinois                       |
| 36               | Richard Nixon             | 9 ianuarie 1913    | al 20-lea | 37                         | Yorba Linda, California                 |
| 37               | Gerald Ford               | 14 iulie 1913      | al 20-lea | 38                         | Omaha, Nebraska                         |
| 38               | John Fitzgerald Kennedy   | 29 mai 1917        | al 20-lea | 35                         | Brookline, Massachusetts                |
| 39               | George H. W. Bush         | 12 iunie 1924      | al 20-lea | 41                         | Milton, Massachusetts                   |
| 40               | Jimmy Carter              | 1 octombrie 1924   | al 20-lea | 39                         | Plains, Georgia                         |
| 41               | Joe Biden                 | 20 noiembrie 1942  | al 20-lea | 46                         | Scranton, Pennsylvania                  |
| 42               | Donald Trump              | 14 iunie 1946      | al 20-lea | 45 și 47                   | New York City, New York                 |
| 43               | George W. Bush            | 6 iulie 1946       | al 20-lea | 43                         | New Haven, Connecticut                  |
| 44               | Bill Clinton              | 19 august 1946     | al 20-lea | 42                         | Hope, Arkansas                          |
| 45               | Barack Obama              | 4 august 1961      | al 20-lea | 44                         | Honolulu, Hawaii                        |

## Număr de nașteri după secol
- Secolul al 18-lea - 14, primul George Washington, ultimul Millard Fillmore;
- Secolul al 19-lea - 19, primul Franklin Pierce, ultimul Dwight David Eisenhower;
- Secolul al 20-lea - 12, primul Lyndon B. Johnson, cel mai recent Barack Obama.